# شهرستان چالوس
شهرستان چالوس از شهرستان‌های استان مازندران در شمال ایران است. مرکز این شهرستان شهر چالوس می‌باشد. این شهرستان از شرق به شهرستان نوشهر، از جنوب به کرج و از غرب و جنوب غرب با شهرستان‌های عباس آباد و کلاردشت همجوار است.
جمعیت این شهرستان طبق سرشماری نفوس و مسکن سال ۱۳۹۵، ۱۱۶٬۵۴۲ نفر بوده که متشکل از ۳۹٬۱۰۵ خانوار است. این شهرستان دارای دو بخش (مرکزی و مرزن آباد) ، چهار دهستان و سه شهر تابعه‌ (چالوس، مرزن آباد و هچی‌رود) است.

## تقسیمات کشوری
شهرها: چالوس، هچی‌رود و مرزن‌آباد
شهرک‌ها: شهرک نمکاب‌رود
بخش‌ها:
- بخش مرکزی
  - دهستان کلارستاق شرقی
  - دهستان کلارستاق غربی
- بخش مرزن آباد
  - دهستان کوهستان
  - دهستان بیرون بشم

## تاریخچه
این شهرستان از شمال به دریای مازندران از مشرق به شهرستان نوشهر، از جنوب شرقی به شهرستان نور، از جنوب به شهرستان کلاردشت و از غرب به شهرستان عباس آباد محدود و دارای دو بخش مرکزی و مرزن آباد است. چالوس که در متون تاریخی از آن به نام‌های «شالوس» و «سالوش» نیز یاد شده بخشی از سرزمین رویان کهن و از آبادی‌های معتبر طبرستان محسوب می‌شد و دارای پادگان نظامی و قلعه و استحکاماتی برای دفع حمله دیلمان بود و در زمان قاجار پس از فتح گیلان و ضمیمهٔ دوبارهٔ تنکابن به مازندران منطقه کلارستاق (چالوس)، کجور و تنکابن محال ثلاث را در مازندران تشکیل می‌دادند.
اکثر جنگها در این منطقه صورت می‌گرفت. مقدسی در آثار خود از قلعه سنگی و مسجد جامع چالوس یاد کرده‌است. از این آثار اکنون چیزی باقی نمانده‌است. نخستین بیعت‌هایی که مردم طبرستان در سال ۲۵۰ ه‍.ق با سادات نمودند در مسجد جامع چالوس صورت گرفت. تاریخ این شهر حکایت از فراز و نشیب‌های فراوان به ویژه در زمان حکومت سادات علوی در طبرستان دارد.
منطقه رویان کهن از نواحی غربی طبرستان بوده‌است که شامل شهرستان‌های نور، نوشهر، چالوس، کلاردشت (کلار)، عباس‌آباد (لنگا)، تنکابن و رامسر (سختسر) می‌شده‌است و گاهی مرز غربی آن تا رودسر (هوسم) ادامه می‌یافت مردم رویان کهن به زبان طبری و گویش طبری رویانی که زبان اسپهبدان طبرستان نیز بود سخن می‌گفتند. دو لهجه طبری کلارستاقی و طبری کجوری شاخه ای از گویش طبری رویانی هستند که از شهرستان نور تا شهرستان تنکابن گویش می‌شود.
مردم بومی شهرستان چالوس به زبان مازندرانی صحبت می‌کنند که به تبری کلارستاقی شهرت دارد.

## مراکز دیدنی
- علم کوه
- سد زوات
- منطقه ییلاقی روستای کلاته
- تپه باستانی کلاردشت
- هتل بنیاد و کاخ چایخوران چالوس
- سواحل چپکرود
- پارک جنگلی فین
- ییلاق فشکور
- تله کابین نمکاب‌رود
- ییلاق کلاردشت
- دریاچه ولشت
- دره رودبارک
- کاخ اجابیت
- پارک اوجابیت
- آب گرم و معدنی دلیر
- غار یخ مراد
- پارک ورگاویج
- پارک بنفشه
- یخچال طبیعی حصار چال
- مرداب هسل سینواچشمه
- مرداب وربن سینواچشمه